# Guernica-fa

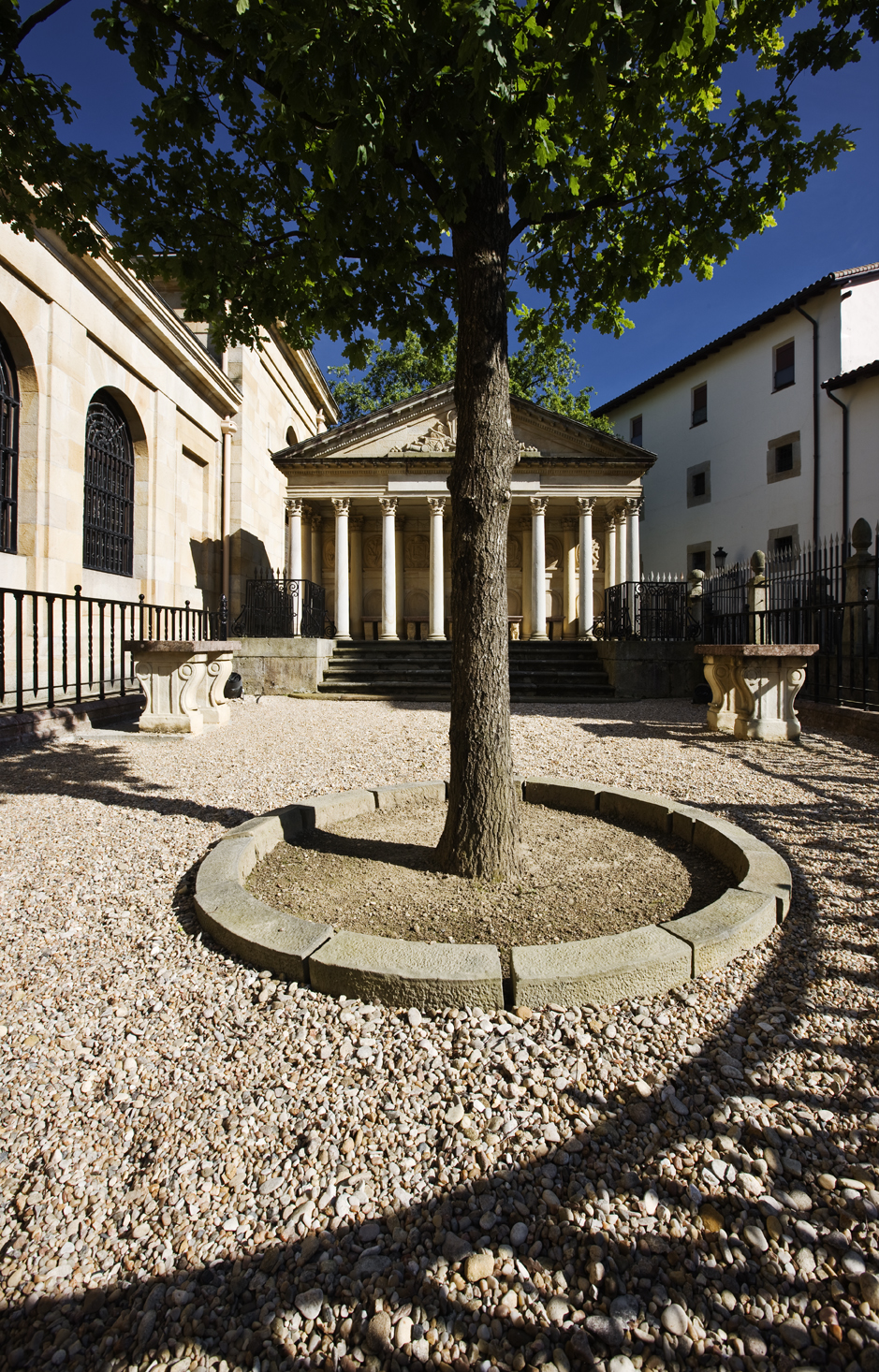
A fa Bizkaia parlamentje előtt

A Guernica-fa (baszkul Gernikako Arbola, spanyolul Árbol de Guernica) egy tölgy Guernicában, amely Bizkaia tartomány népe, illetve tágabb értelemben egész Baszkföld hagyományos szabadságát jelképezi. Bizkaia (spanyolul: Vizcaya) urai e fa alatt esküdtek meg rá, hogy tiszteletben tartják a baszk szabadságjogokat, és a Lehendakari, Baszkföld kormányzója is itt tesz esküt.
A mai fa leszármazottja az La Antigua (a. m. "az antik") néven emlegetett 12. századi tölgynek, amelytől közvetlenül az 1334-ben ültetett Árbol Padre (a. m. "atya-fa") származik. Alatta tették le az esküt a katolikus királyok, Aragóniai Ferdinánd 1476-ban, Katolikus Izabella 1483-ban. Ez a fa ugyan a 19. századik életben volt, 1742-ben pótlására elültették egy utódát, melyet ma Árbol Viejo (a. m. "öreg fa") néven emlegetnek. Ennek konzervált törzse ma is látható a mai fa közelében levő parkban, egy hét oszlopon álló kupola alatt. Ennek pótlásáról is időben gondoskodtak, leszármazottja az utódaként 1862-ben mellé ültetett tölgy, az Árbol Hijo (a. m. "fiú-fa"), mely tanúja volt az 1937-es bombázásnak. Ezt a fát betegség támadta meg 2004-ben (később el is pusztult), ezért 2005. február 25-én egy 1986-ban a Casa de las Juntas Generales de Vizcaya – Bizkaia tartomány parlamentjének székháza – elé ültetett leszármazottját nyilvánították hivatalos utódának. 2014 nyarán betegség támadta meg, 2014. február 14-én hivatalosan is megállapították pusztulását. Másnap deklarálták utódának azt a 19. századi fa egy megmaradt magvából 2000-ben ültetett, csemeteként másutt nevelt fát, mely ma is látható az előző helyén. 1979-ben az baszk autonómia-statútum elfogadása utáni első lehendakari (baszk kormányfő) ültetté az Árbol Viejo mellé a ma is látható, erőteljes fát, mely a hagyomány szerint egykor az utód lesz.
Gernikako arbola a címe annak a baszk szabadságot ünneplő zortziko dalnak is, amelyet a baszk bárd José María Iparraguirre Madridban adott elő. A dal a baszkok nem hivatalos himnusza (a hivatalos himnusz az Eusko Abendaren Ereserkia). Nevezték a „baszkok Marseillaise-ének” is.
A tölgyfalevelek jelen vannak a baszk nemzeti párt Eusko Alkartasuna logójában (és benne voltak a nemzeti ifjúsági szervezet Jarrai logójának egy korábbi változatában is.)